# Qadisiyya (Tigris)
Al-Qadissiyya fou una antiga ciutat de l'Iraq, a la riba oriental del Tigris a uns 12 km al sud-est de Samarra.
Sembla que fou una vila de certa importància on es fabricava vidre. Segurament va desaparèixer al final del segle ix o al començar el segle x, després que Samarra va deixar de ser la capital abbàssida al final del segle ix. Ja no apareix esmentada al segle X ni posteriorment.
Es conserven les seves ruïnes entre dos canals del Tigris, anomenats canals d'al-Katul; les muralles formen un polígon octogonal flanquejat de torres i defensat per 16 bastions; per la datació convencional sembla que totes les construccions són d'època abbàssida i no gens anteriors.